# Roda JC Kerkrade in het seizoen 2010/11
In het seizoen 2010-2011 speelde Roda JC Kerkrade, omdat ze het voorgaande jaar 9e werden, in de Eredivisie. Aan het begin van het seizoen werd de naam Rode JC Kerkrade aangenomen om financiële ondersteuning van de gemeente Kerkrade te krijgen.

## Transfers

### Vertrokken
| No. bij Roda | Nationaliteit         | Naam              | Positie      | Nieuwe club                                   |
| ------------ | --------------------- | ----------------- | ------------ | --------------------------------------------- |
| 1            | België                | Bram Castro       | Doelman      | PSV                                           |
| 7            | Nederland             | Edwin Linssen     | Middenvelder | AEK Larnaca                                   |
| 12           | België                | Kris De Wree      | Verdediger   | Lierse SK                                     |
| 15           | Nederland             | Arnold Kruiswijk  | Verdediger   | sc Heerenveen, was gehuurd van RSC Anderlecht |
| 16           | België                | Jamaïque Vandamme | Aanvaller    | RAEC Mons                                     |
| 17           | Canada                | Marcel de Jong    | Verdediger   | FC Augsburg                                   |
| 20           | Nederland             | Jan-Paul Saeijs   | Verdediger   | De Graafschap                                 |
| 21           | Nederland             | Kjell Knops       | Verdediger   | EVV                                           |
| 23           | Bosnië en Herzegovina | Adnan Secerovic   | Middenvelder | NEC                                           |
| 24           | Nederland             | Harrie Gommans    | Aanvaller    | Waasland-Beveren                              |
| 30           | België                | Cliff Mardulier   | Doelman      | MVV Maastricht                                |

### Aangetrokken
| No. | Nationaliteit | Naam          | Positie    | Vorige club                |
| --- | ------------- | ------------- | ---------- | -------------------------- |
| 5   | België        | Jimmy Hempte  | Verdediger | KV Kortrijk                |
| 9   | Denemarken    | Mads Junker   | Aanvaller  | Vitesse, was al gehuurd    |
| 11  | Denemarken    | Morten Skoubo | Aanvaller  | FC Utrecht, was al gehuurd |
| 12  | Nederland     | Eelco Horsten | Verdediger | PSV                        |
| 14  | Nederland     | Rob Wielaert  | Verdediger | Ajax                       |
| 21  | Polen         | Mateusz Prus  | Doelman    | Zagłębie Sosnowiec         |

## Selectie

### Eerste elftal
| Nr. | Nationaliteit | Naam                  | Competitie, dit seizoen | Competitie, dit seizoen | Totaal Competitie Roda JC | Totaal Competitie Roda JC | Seizoen | Vorige club              | Competitiedebuut  |         |         |         |         |         |         |         |
| Nr. | Nationaliteit | Naam                  | W                       |                         | W                         |                           | Seizoen | Vorige club              | Competitiedebuut  |         |         |         |         |         |         |         |
|     |               | Keepers               | Keepers                 | Keepers                 | Keepers                   | Keepers                   | Keepers | Keepers                  | Keepers           | Keepers | Keepers | Keepers | Keepers | Keepers | Keepers | Keepers |
| --- | ------------- | --------------------- | ----------------------- | ----------------------- | ------------------------- | ------------------------- | ------- | ------------------------ | ----------------- | ------- | ------- | ------- | ------- | ------- | ------- | ------- |
| 21  | Polen         | Mateusz Prus          | 0                       | 0                       | 0                         | 0                         | 1e      | Zagłębie Sosnowiec       | n.n.g.            |         |         |         |         |         |         |         |
| 22  | Polen         | Przemysław Tytoń      | 1                       | 0                       | 18                        | 0                         | 4e      | Górnik Łęczna            | 29 maart 2008     |         |         |         |         |         |         |         |
| 29  | Nederland     | Collin van Eijk       | 0                       | 0                       | 0                         | 0                         | 1e      | Jeugdopl. Roda JC        | n.n.g.            |         |         |         |         |         |         |         |
|     |               | Verdedigers           |                         |                         |                           |                           |         |                          |                   |         |         |         |         |         |         |         |
| 2   | België        | Davy De Fauw          | 0                       | 0                       | 131                       | 9                         | 5e      | Sparta                   | 19 augustus 2006  |         |         |         |         |         |         |         |
| 3   | Ghana         | Eric Addo             | 1                       | 0                       | 36                        | 1                         | 5e      | PSV                      | 19 oktober 2002   |         |         |         |         |         |         |         |
| 4   | Noorwegen     | Pa-Modou Kah          | 1                       | 0                       | 158                       | 8                         | 7e      | AIK                      | 22 januari 2005   |         |         |         |         |         |         |         |
| 5   | België        | Vincent Lachambre     | 1                       | 0                       | 87                        | 0                         | 9e      | RC Harelbeke             | 19 augustus 2001  |         |         |         |         |         |         |         |
| 12  | Nederland     | Eelco Horsten         | 0                       | 0                       | 0                         | 0                         | 1e      | PSV                      | n.n.g.            |         |         |         |         |         |         |         |
| 15  | België        | Jimmy Hempte          | 1                       | 0                       | 1                         | 0                         | 1e      | KV Kortrijk              | 6 augustus 2010   |         |         |         |         |         |         |         |
| 24  | Macedonië     | Yani Urdinov          | 0                       | 0                       | 0                         | 0                         | 2e      | Jeugdopl. Roda JC        | n.n.g.            |         |         |         |         |         |         |         |
| 27  | Hongarije     | Boldizsár Bodor       | 0                       | 0                       | 182                       | 18                        | 7e      | Germinal Beerschot       | 13 augustus 2004  |         |         |         |         |         |         |         |
|     |               | Middenvelders         |                         |                         |                           |                           |         |                          |                   |         |         |         |         |         |         |         |
| 6   | Nederland     | Ruud Vormer           | 1                       | 0                       | 59                        | 1                         | 3e      | AZ                       | 30 augustus 2008  |         |         |         |         |         |         |         |
| 7   | Denemarken    | Sebastian Svärd       | 0                       | 0                       | 6                         | 0                         | 2e      | Borussia Mönchengladbach | 6 februari 2010   |         |         |         |         |         |         |         |
| 8   | Nederland     | Willem Janssen        | 1                       | 0                       | 96                        | 16                        | 4e      | VVV-Venlo                | 18 augustus 2007  |         |         |         |         |         |         |         |
| 10  | Nederland     | Anouar Hadouir        | 1                       | 0                       | 84                        | 12                        | 4e      | Willem II                | 16 september 2007 |         |         |         |         |         |         |         |
| 18  | België        | Arnaud Sutchuin       | 1                       | 0                       | 29                        | 1                         | 3e      | RSC Anderlecht           | 3 mei 2009        |         |         |         |         |         |         |         |
| 26  | België        | Laurent Delorge       | 1                       | 0                       | 40                        | 1                         | 3e      | Ajax                     | 18 januari 2009   |         |         |         |         |         |         |         |
| 28  | België        | Kenneth Staelens      | 0                       | 0                       | ??                        | ??                        | 2e      | Jeugdopl. Roda JC        | n.n.g.            |         |         |         |         |         |         |         |
|     |               | Aanvallers            |                         |                         |                           |                           |         |                          |                   |         |         |         |         |         |         |         |
| 9   | Denemarken    | Mads Junker           | 1                       | 0                       | 35                        | 21                        | 2e      | Vitesse                  | 31 juli 2009      |         |         |         |         |         |         |         |
| 11  | Denemarken    | Morten Skoubo         | 1                       | 0                       | 24                        | 4                         | 2e      | FC Utrecht               | 16 augustus 2009  |         |         |         |         |         |         |         |
| 16  | Nederland     | Rihairo Meulens       | 0                       | 0                       | 4                         | 0                         | 2e      | Vitesse                  | 13 augustus 2009  |         |         |         |         |         |         |         |
| 19  | Macedonië     | Aleksandar Stankov    | 0                       | 0                       | 1                         | 0                         | 3e      | Jeugdopl. Roda JC        | 3 april 2010      |         |         |         |         |         |         |         |
| 20  | Nederland     | Guus Hupperts         | 0                       | 0                       | 0                         | 0                         | 2e      | Jeugdopl. Roda JC        | n.n.g.            |         |         |         |         |         |         |         |
| 33  | Macedonië     | Antonio Stankov       | 0                       | 0                       | 0                         | 0                         | 1e      | Jeugdopl. Roda JC        | n.n.g.            |         |         |         |         |         |         |         |
| 34  | België        | Jeanvion Yulu-Matondo | 0                       | 0                       | 79                        | 11                        | 4e      | Club Brugge              | 18 augustus 2007  |         |         |         |         |         |         |         |

### Jong Roda JC
De spelers van Jong Roda JC zijn slechts gedeeltelijk bekend, waardoor de lijst niet gepubliceerd kan worden.

### Vriendschappelijk
| 6 juli 2010, 18u30                           | RKTSV | 0-11 (0-5) | Roda JC | Opstelling RKTSV | Opstelling Roda JC |
| Stadion: ? Toeschouwers: ? Scheidsrechter: ? |       |            | 0-1 Morten Skoubo '10 0-2 Aleksandar Stankov '24 0-3 Morten Skoubo '34 0-4 Morten Skoubo '39 0-5 Adnan Secerovic '44 0-6 Arnaud Sutchuin '50 0-7 Anouar Hadouir '56 0-8 Anouar Hadouir '72 0-9 Anouar Hadouir '74 0-10 Guus Hupperts '84 0-11 Arnaud Sutchuin '86 |                  | Prus (van Eijk/46), De Fauw (Addo/46), Lachambre (Pa-Modou Kah/46), Urdinov (Hempte), An. Stankov (Svärd/46), Vormer (Junker/46), Secerovic (Hadouir/46), Janssen (Sutchuin Djoum/46), Delorge (Horsten/46), Al. Stankov (Hupperts/46), Skoubo (Staelens/46) |
| Stadion: ? Toeschouwers: ? Scheidsrechter: ? |       |            | |                  | Prus (van Eijk/46), De Fauw (Addo/46), Lachambre (Pa-Modou Kah/46), Urdinov (Hempte), An. Stankov (Svärd/46), Vormer (Junker/46), Secerovic (Hadouir/46), Janssen (Sutchuin Djoum/46), Delorge (Horsten/46), Al. Stankov (Hupperts/46), Skoubo (Staelens/46) |
| Stadion: ? Toeschouwers: ? Scheidsrechter: ? |       |            | |                  | Prus (van Eijk/46), De Fauw (Addo/46), Lachambre (Pa-Modou Kah/46), Urdinov (Hempte), An. Stankov (Svärd/46), Vormer (Junker/46), Secerovic (Hadouir/46), Janssen (Sutchuin Djoum/46), Delorge (Horsten/46), Al. Stankov (Hupperts/46), Skoubo (Staelens/46) |
|                                              |       |            | |                  | |

| 9 juli 2010, 18u30                                                      | EHC | 0-2 (0-1) | Roda JC                                        | Opstelling EHC | Opstelling Roda JC |
| Stadion: Sportpark De Dem, Hoensbroek Toeschouwers: ? Scheidsrechter: ? |     |           | 0-1 Willem Janssen '38 0-2 Boldizsár Bodor '75 |                | Tytoń (Prus/46), Svärd (Horsten/46), De Fauw (Urdinov/60), Kah (Addo/46), Lachambre (Hempte/46), Janssen (Hupperts/60), Vormer (Bodor/46), Hadouir (Sutchuin Djoum/46), Delorge (Al. Stankov/46) (Meulens/80), Skoubo (Yulu-Matondo/46), Junker (An. Stankov/46) (Staelens/80) |
| Stadion: Sportpark De Dem, Hoensbroek Toeschouwers: ? Scheidsrechter: ? |     |           |                                                |                | Tytoń (Prus/46), Svärd (Horsten/46), De Fauw (Urdinov/60), Kah (Addo/46), Lachambre (Hempte/46), Janssen (Hupperts/60), Vormer (Bodor/46), Hadouir (Sutchuin Djoum/46), Delorge (Al. Stankov/46) (Meulens/80), Skoubo (Yulu-Matondo/46), Junker (An. Stankov/46) (Staelens/80) |
| Stadion: Sportpark De Dem, Hoensbroek Toeschouwers: ? Scheidsrechter: ? |     |           |                                                |                | Tytoń (Prus/46), Svärd (Horsten/46), De Fauw (Urdinov/60), Kah (Addo/46), Lachambre (Hempte/46), Janssen (Hupperts/60), Vormer (Bodor/46), Hadouir (Sutchuin Djoum/46), Delorge (Al. Stankov/46) (Meulens/80), Skoubo (Yulu-Matondo/46), Junker (An. Stankov/46) (Staelens/80) |
|                                                                         |     |           |                                                |                | |

| 14 juli 2010, 18u00                                 | SVF Herringen | 0-5 (0-0) | Roda JC | Opstelling SVF Herringen | Opstelling Roda JC |
| Stadion: ?, Kamen Toeschouwers: ? Scheidsrechter: ? |               |           | 0-1 Aleksandar Stankov '20 0-2 Rihairo Meulens '25 0-3 Rihairo Meulens '32 0-4 Aleksandar Stankov '36 0-5 Rihairo Meulens '39 |                          |                    |
| Stadion: ?, Kamen Toeschouwers: ? Scheidsrechter: ? |               |           | |                          |                    |
| Stadion: ?, Kamen Toeschouwers: ? Scheidsrechter: ? |               |           | |                          |                    |
|                                                     |               |           | |                          |                    |

- Het duel werd na 42 minuten gestaakt als gevolg van noodweer.

| 20 juli 2010, 19u00                                             | KVK Tienen            | 1-5 (0-2) | Roda JC | Opstelling KVK Tienen | Opstelling Roda JC |  |
| Stadion: Bergéstadion, Tienen Toeschouwers: ? Scheidsrechter: ? | '61 Mathieu Belme 1-2 |           | 0-1 Mads Junker '21 0-2 Boldizsár Bodor '27 1-3 Rihairo Meulens '74 1-4 Arnaud Sutchuin '76 1-5 Rihairo Meulens '86 | Govoni, Audoor, de Smet, Belme, de Silva (Vanherberghen/46), Appeltans, Nahinama (Lacroix/46), Neven (Biatour/76), Peeters (Degeling/60), Bogaerts, Plat | Tytoń (Prus/46), De Fauw, Kah (Addo/46), Lachambre, Vormer, Janssen, Junker (Meulens/60), Horsten, Delorge (Sutchuin Djoum/46), Bodor, Yulu-Matondo (Hupperts/77) |  |
| Stadion: Bergéstadion, Tienen Toeschouwers: ? Scheidsrechter: ? |                       |           | | Govoni, Audoor, de Smet, Belme, de Silva (Vanherberghen/46), Appeltans, Nahinama (Lacroix/46), Neven (Biatour/76), Peeters (Degeling/60), Bogaerts, Plat | Tytoń (Prus/46), De Fauw, Kah (Addo/46), Lachambre, Vormer, Janssen, Junker (Meulens/60), Horsten, Delorge (Sutchuin Djoum/46), Bodor, Yulu-Matondo (Hupperts/77) |  |
| Stadion: Bergéstadion, Tienen Toeschouwers: ? Scheidsrechter: ? |                       |           | | Govoni, Audoor, de Smet, Belme, de Silva (Vanherberghen/46), Appeltans, Nahinama (Lacroix/46), Neven (Biatour/76), Peeters (Degeling/60), Bogaerts, Plat | Tytoń (Prus/46), De Fauw, Kah (Addo/46), Lachambre, Vormer, Janssen, Junker (Meulens/60), Horsten, Delorge (Sutchuin Djoum/46), Bodor, Yulu-Matondo (Hupperts/77) |  |
|                                                                 |                       |           | | | |  |

| 24 juli 2010, 19u00                                    | Zulte Waregem             | 1-1 (1-1) | Roda JC               | Opstelling Zulte Waregem | Opstelling Roda JC |  |
| Stadion: ?, Oostende Toeschouwers: ? Scheidsrechter: ? | '61/pen Habib Habibou 1-1 |           | 0-1 Willem Janssen '7 | Bossut, Minne, Vandenbroeck, Buysse, van Nieuwenhuyze, Habibou (Chevalier/65), N'For (Gueye/65), Meert (Bokila/46), Hyland (Sterckx/65), Dachelet (D'Haene/65), Delaplace | Tytoń (Prus/46), Lachambre (Addo/46), Hempte, Kah, Horsten (De Fauw/46), Vormer (Svärd/60), Delorge (Yulu-Matondo/78), Bodor(Sutchuin Djoum/60), Janssen, Hadouir, Junker (Skoubo/60) |  |
| Stadion: ?, Oostende Toeschouwers: ? Scheidsrechter: ? |                           |           |                       | Bossut, Minne, Vandenbroeck, Buysse, van Nieuwenhuyze, Habibou (Chevalier/65), N'For (Gueye/65), Meert (Bokila/46), Hyland (Sterckx/65), Dachelet (D'Haene/65), Delaplace | Tytoń (Prus/46), Lachambre (Addo/46), Hempte, Kah, Horsten (De Fauw/46), Vormer (Svärd/60), Delorge (Yulu-Matondo/78), Bodor(Sutchuin Djoum/60), Janssen, Hadouir, Junker (Skoubo/60) |  |
| Stadion: ?, Oostende Toeschouwers: ? Scheidsrechter: ? |                           |           |                       | Bossut, Minne, Vandenbroeck, Buysse, van Nieuwenhuyze, Habibou (Chevalier/65), N'For (Gueye/65), Meert (Bokila/46), Hyland (Sterckx/65), Dachelet (D'Haene/65), Delaplace | Tytoń (Prus/46), Lachambre (Addo/46), Hempte, Kah, Horsten (De Fauw/46), Vormer (Svärd/60), Delorge (Yulu-Matondo/78), Bodor(Sutchuin Djoum/60), Janssen, Hadouir, Junker (Skoubo/60) |  |
|                                                        |                           |           |                       | | |  |

| 24 juli 2010, 19u00                                                       | KVSK Lommel                                  | 2-2 (0-2) | Roda JC                                    | Opstelling KVSK Lommel | Opstelling Roda JC |  |
| Stadion: Stedelijk Sportstadion, Lommel Toeschouwers: ? Scheidsrechter: ? | '76 Davy Brouwers 1-2 '82 Thomas Azevedo 2-2 |           | 0-1 Anouar Hadouir '36 0-2 Mads Junker '44 | Sangier, de Koninck, Pinxten (Thijs/73), Lenaerts (Stassin/73), Vanbelle, Delande (Vanaken/73), Vanaken (Debauve/46), Meert, Hyland, Azevedo, Ketting (Oost/73) | Tytoń (Prus/46), Kah (Addo/46), Lachambre (Urdinov/77), Vormer (Bodor/46), Janssen (An. Stankov/60), Junker, Hadouir (Hupperts/84), Skoubo (Al. Stankov/60), Horsten, Hempte (Staelens/89), Sutchuin Djoum |  |
| Stadion: Stedelijk Sportstadion, Lommel Toeschouwers: ? Scheidsrechter: ? |                                              |           |                                            | Sangier, de Koninck, Pinxten (Thijs/73), Lenaerts (Stassin/73), Vanbelle, Delande (Vanaken/73), Vanaken (Debauve/46), Meert, Hyland, Azevedo, Ketting (Oost/73) | Tytoń (Prus/46), Kah (Addo/46), Lachambre (Urdinov/77), Vormer (Bodor/46), Janssen (An. Stankov/60), Junker, Hadouir (Hupperts/84), Skoubo (Al. Stankov/60), Horsten, Hempte (Staelens/89), Sutchuin Djoum |  |
| Stadion: Stedelijk Sportstadion, Lommel Toeschouwers: ? Scheidsrechter: ? |                                              |           |                                            | Sangier, de Koninck, Pinxten (Thijs/73), Lenaerts (Stassin/73), Vanbelle, Delande (Vanaken/73), Vanaken (Debauve/46), Meert, Hyland, Azevedo, Ketting (Oost/73) | Tytoń (Prus/46), Kah (Addo/46), Lachambre (Urdinov/77), Vormer (Bodor/46), Janssen (An. Stankov/60), Junker, Hadouir (Hupperts/84), Skoubo (Al. Stankov/60), Horsten, Hempte (Staelens/89), Sutchuin Djoum |  |
|                                                                           |                                              |           |                                            | | |  |

| 30 juli 2010, 19u30                                                                             | Roda JC             | 1-1 (0-1) | Getafe CF           | Opstelling Roda JC                                                                                          | Opstelling Getafe CF |  |
| Stadion: Parkstad Limburg Stadion, Kerkrade Toeschouwers: ? Scheidsrechter: Reinold Wiedemeijer | '52 Mads Junker 1-1 |           | 0-1 Dani Parejo '33 | Tytoń, Addo, Kah , Lachambre, Vormer, Janssen, Delorge, Hempte, Hadouir, Skoubo, Junker (Sutchuin Djoum/71) | Codina, Cata Diaz (Rafa/58), Mané (Miku/46), Borja (Boateng/58), Gavilan , Albin (Mosquera/46), Parejo (Casquero/71), Manu (Kepa/46), Marcano (Mario/71), Miguel Torres, Signorino (Rios/58) |  |
| Stadion: Parkstad Limburg Stadion, Kerkrade Toeschouwers: ? Scheidsrechter: Reinold Wiedemeijer |                     |           |                     | Tytoń, Addo, Kah , Lachambre, Vormer, Janssen, Delorge, Hempte, Hadouir, Skoubo, Junker (Sutchuin Djoum/71) | Codina, Cata Diaz (Rafa/58), Mané (Miku/46), Borja (Boateng/58), Gavilan , Albin (Mosquera/46), Parejo (Casquero/71), Manu (Kepa/46), Marcano (Mario/71), Miguel Torres, Signorino (Rios/58) |  |
| Stadion: Parkstad Limburg Stadion, Kerkrade Toeschouwers: ? Scheidsrechter: Reinold Wiedemeijer |                     |           |                     | Tytoń, Addo, Kah , Lachambre, Vormer, Janssen, Delorge, Hempte, Hadouir, Skoubo, Junker (Sutchuin Djoum/71) | Codina, Cata Diaz (Rafa/58), Mané (Miku/46), Borja (Boateng/58), Gavilan , Albin (Mosquera/46), Parejo (Casquero/71), Manu (Kepa/46), Marcano (Mario/71), Miguel Torres, Signorino (Rios/58) |  |
|                                                                                                 |                     |           |                     | | |  |

| 3 augustus 2010, 19u00                                                                      | VV Schaesberg | 0-1 (0-0) | Roda JC                    | Opstelling VV Schaesberg | Opstelling Roda JC |
| Stadion: ?, Schaesberg Toeschouwers: ? Scheidsrechter: ? De Fauw (Roda JC/'51) mist penalty |               |           | 0-1 Aleksandar Stankov '53 |                          | van Eijk, De Fauw, Svärd, Horsten (Faassen/46), Varagone, Al. Stankov, Hupperts (Datou/17), Urdinov, Staelens, An. Stankov, Yulu-Matondo |
| Stadion: ?, Schaesberg Toeschouwers: ? Scheidsrechter: ? De Fauw (Roda JC/'51) mist penalty |               |           |                            |                          | van Eijk, De Fauw, Svärd, Horsten (Faassen/46), Varagone, Al. Stankov, Hupperts (Datou/17), Urdinov, Staelens, An. Stankov, Yulu-Matondo |
| Stadion: ?, Schaesberg Toeschouwers: ? Scheidsrechter: ? De Fauw (Roda JC/'51) mist penalty |               |           |                            |                          | van Eijk, De Fauw, Svärd, Horsten (Faassen/46), Varagone, Al. Stankov, Hupperts (Datou/17), Urdinov, Staelens, An. Stankov, Yulu-Matondo |
|                                                                                             |               |           |                            |                          | |

## Eredivisie

### Augustus
| 6 augustus 2010, 20u45                                                                       | Roda JC | 0-0 (0-0) | FC Twente | Opstelling Roda JC                                                                                          | Opstelling FC Twente |  |
| Stadion: Parkstad Limburg Stadion, Kerkrade Toeschouwers: 13.180 Scheidsrechter: Ruud Bossen |         |           |           | Tytoń, Lachambre, Kah, Hempte, Addo, Janssen (Sutchuin Djoum 88'), Vormer, Delorge, Hadouir, Junker, Skoubo | Michajlov, Tiendalli, Wisgerhof, Douglas, Carney, Brama, Tioté, Janssen, de Jong (Janko 79'), Ruiz, Bajrami (Chadli 69') |  |
| Stadion: Parkstad Limburg Stadion, Kerkrade Toeschouwers: 13.180 Scheidsrechter: Ruud Bossen |         |           |           | Tytoń, Lachambre, Kah, Hempte, Addo, Janssen (Sutchuin Djoum 88'), Vormer, Delorge, Hadouir, Junker, Skoubo | Michajlov, Tiendalli, Wisgerhof, Douglas, Carney, Brama, Tioté, Janssen, de Jong (Janko 79'), Ruiz, Bajrami (Chadli 69') |  |
| Stadion: Parkstad Limburg Stadion, Kerkrade Toeschouwers: 13.180 Scheidsrechter: Ruud Bossen |         |           |           | Tytoń, Lachambre, Kah, Hempte, Addo, Janssen (Sutchuin Djoum 88'), Vormer, Delorge, Hadouir, Junker, Skoubo | Michajlov, Tiendalli, Wisgerhof, Douglas, Carney, Brama, Tioté, Janssen, de Jong (Janko 79'), Ruiz, Bajrami (Chadli 69') |  |
|                                                                                              |         |           |           | | |  |

| 15 augustus 2010, 14u30                                                               | ADO Den Haag           | 1-3 (1-2) | Roda JC                                                            | Opstelling ADO Den Haag | Opstelling Roda JC |  |
| Stadion: Kyocera Stadion, Den Haag Toeschouwers: 9.859 Scheidsrechter: Tom van Sichem | 4' František Kubík 1-0 |           | 9' Mads Junker(p) 1-1 12' Laurent Delorge 1-2 70' Jimmy Hempte 1-3 | Coutinho, Derijck, Kum, Bosschaart, Ammi, Visser, van den Bergh (Gielisse 82'), Toornstra, Verhoek (Vicento 81'), Immers, Kubík (Hulst 78') | Tytoń, Addo, Kah (Horsten 93'), Hempte, Lachambre, Delorge, Vormer, Hadouir (Yulu-Matondo 82'), Janssen, Junker (Sutchuin Djoum 46'), Skoubo |  |
| Stadion: Kyocera Stadion, Den Haag Toeschouwers: 9.859 Scheidsrechter: Tom van Sichem |                        |           |                                                                    | Coutinho, Derijck, Kum, Bosschaart, Ammi, Visser, van den Bergh (Gielisse 82'), Toornstra, Verhoek (Vicento 81'), Immers, Kubík (Hulst 78') | Tytoń, Addo, Kah (Horsten 93'), Hempte, Lachambre, Delorge, Vormer, Hadouir (Yulu-Matondo 82'), Janssen, Junker (Sutchuin Djoum 46'), Skoubo |  |
| Stadion: Kyocera Stadion, Den Haag Toeschouwers: 9.859 Scheidsrechter: Tom van Sichem |                        |           |                                                                    | Coutinho, Derijck, Kum, Bosschaart, Ammi, Visser, van den Bergh (Gielisse 82'), Toornstra, Verhoek (Vicento 81'), Immers, Kubík (Hulst 78') | Tytoń, Addo, Kah (Horsten 93'), Hempte, Lachambre, Delorge, Vormer, Hadouir (Yulu-Matondo 82'), Janssen, Junker (Sutchuin Djoum 46'), Skoubo |  |
|                                                                                       |                        |           |                                                                    | | |  |

| 21 augustus 2010, 20u45                                                               | Ajax                                                                      | 3-0 (1-0) | Roda JC | Opstelling Ajax | Opstelling Roda JC |  |
| Stadion: Amsterdam ArenA, Amsterdam Toeschouwers: 47.159 Scheidsrechter: Jan Wegereef | 34' Luis Suárez 1-0 52' Mounir El Hamdaoui 2-0 71' Mounir El Hamdaoui 3-0 |           |         | Stekelenburg, Van der Wiel, Alderweireld, Vertonghen, Anita, Enoh (Ooijer 77'), De Zeeuw, De Jong, Suárez, El Hamdaoui (Sulejmani 81'), Emanuelson (Eriksen 77') | Tytoń, Lachambre, Kah (Horsten 77'), Hempte, Addo, Janssen, Vormer, Delorge (Bodor 72'), Hadouir, Svärd (Sutchuin Djoum 72'), Skoubo |  |
| Stadion: Amsterdam ArenA, Amsterdam Toeschouwers: 47.159 Scheidsrechter: Jan Wegereef |                                                                           |           |         | Stekelenburg, Van der Wiel, Alderweireld, Vertonghen, Anita, Enoh (Ooijer 77'), De Zeeuw, De Jong, Suárez, El Hamdaoui (Sulejmani 81'), Emanuelson (Eriksen 77') | Tytoń, Lachambre, Kah (Horsten 77'), Hempte, Addo, Janssen, Vormer, Delorge (Bodor 72'), Hadouir, Svärd (Sutchuin Djoum 72'), Skoubo |  |
| Stadion: Amsterdam ArenA, Amsterdam Toeschouwers: 47.159 Scheidsrechter: Jan Wegereef |                                                                           |           |         | Stekelenburg, Van der Wiel, Alderweireld, Vertonghen, Anita, Enoh (Ooijer 77'), De Zeeuw, De Jong, Suárez, El Hamdaoui (Sulejmani 81'), Emanuelson (Eriksen 77') | Tytoń, Lachambre, Kah (Horsten 77'), Hempte, Addo, Janssen, Vormer, Delorge (Bodor 72'), Hadouir, Svärd (Sutchuin Djoum 72'), Skoubo |  |
|                                                                                       |                                                                           |           |         | | |  |

| 29 augustus 2010, 19u45                                                                        | Roda JC                                                                               | 4-2 (3-0) | Heracles Almelo                                    | Opstelling Roda JC | Opstelling Heracles Almelo |  |
| Stadion: Parkstad Limburg Stadion, Kerkrade Toeschouwers: 12.240 Scheidsrechter: Björn Kuipers | 6' Morten Skoubo 1-0 7' Morten Skoubo 2-0 19' Laurent Delorge 3-0 80' Mads Junker 4-2 |           | 65' Marko Vejinović 3-1 75' Davy de Fauw(e.d.) 3-2 | Tytoń, De Fauw, Wielaert, Kah, Hempte, Vormer, Delorge, Bodor (Sutchuin Djoum 64'), Janssen, Junker (Meulens 93'), Skoubo (Al. Stankov 87') | Pasveer, Breukers, Maertens, van der Linden, Looms, Quansah, Overtoom, Vejinović, Houtkoop (Fledderus 70'), Armenteros, Everton |  |
| Stadion: Parkstad Limburg Stadion, Kerkrade Toeschouwers: 12.240 Scheidsrechter: Björn Kuipers |                                                                                       |           |                                                    | Tytoń, De Fauw, Wielaert, Kah, Hempte, Vormer, Delorge, Bodor (Sutchuin Djoum 64'), Janssen, Junker (Meulens 93'), Skoubo (Al. Stankov 87') | Pasveer, Breukers, Maertens, van der Linden, Looms, Quansah, Overtoom, Vejinović, Houtkoop (Fledderus 70'), Armenteros, Everton |  |
| Stadion: Parkstad Limburg Stadion, Kerkrade Toeschouwers: 12.240 Scheidsrechter: Björn Kuipers |                                                                                       |           |                                                    | Tytoń, De Fauw, Wielaert, Kah, Hempte, Vormer, Delorge, Bodor (Sutchuin Djoum 64'), Janssen, Junker (Meulens 93'), Skoubo (Al. Stankov 87') | Pasveer, Breukers, Maertens, van der Linden, Looms, Quansah, Overtoom, Vejinović, Houtkoop (Fledderus 70'), Armenteros, Everton |  |
|                                                                                                |                                                                                       |           |                                                    | | |  |

### September
| 12 september 2010, 14u30                                                         | AZ                 | 1-2 (1-1) | Roda JC                                      | Opstelling AZ | Opstelling Roda JC                                                                                                   |  |
| Stadion: AZ Stadion, Alkmaar Toeschouwers: 15.652 Scheidsrechter: Pol van Boekel | 27' Rasmus Elm 1-1 |           | 6' Laurent Delorge 0-1 52' Willem Janssen1-2 | Didulica, Marcellis, Jaliens, Moisander, Klavan, Elm, Wernbloom, Martens, Sigthórsson, Gudmundsson (van der Velden 56'), Falkenburg (Jonathas 63') | Tytoń, De Fauw, Wielaert, Kah, Hempte, Delorge, Vormer, Hadouir (Bodor 46'), Janssen, Junker, Skoubo (Huysegems 69') |  |
| Stadion: AZ Stadion, Alkmaar Toeschouwers: 15.652 Scheidsrechter: Pol van Boekel |                    |           |                                              | Didulica, Marcellis, Jaliens, Moisander, Klavan, Elm, Wernbloom, Martens, Sigthórsson, Gudmundsson (van der Velden 56'), Falkenburg (Jonathas 63') | Tytoń, De Fauw, Wielaert, Kah, Hempte, Delorge, Vormer, Hadouir (Bodor 46'), Janssen, Junker, Skoubo (Huysegems 69') |  |
| Stadion: AZ Stadion, Alkmaar Toeschouwers: 15.652 Scheidsrechter: Pol van Boekel |                    |           |                                              | Didulica, Marcellis, Jaliens, Moisander, Klavan, Elm, Wernbloom, Martens, Sigthórsson, Gudmundsson (van der Velden 56'), Falkenburg (Jonathas 63') | Tytoń, De Fauw, Wielaert, Kah, Hempte, Delorge, Vormer, Hadouir (Bodor 46'), Janssen, Junker, Skoubo (Huysegems 69') |  |
|                                                                                  |                    |           |                                              | | |  |

| 19 september 2010, 14u30                                                                          | Roda JC | 0-0 (0-0) | PSV | Opstelling Roda JC | Opstelling PSV |  |
| Stadion: Parkstad Limburg Stadion, Kerkrade Toeschouwers: 15.690 Scheidsrechter: Richard Liesveld |         |           |     | Tytoń, De Fauw, Wielaert, Kah, Hempte, Delorge, Vormer, Janssen, Bodor (Sutchuin Djoum 91'), Junker, Hadouir (Huysegems 81') | Isaksson, Hutchinson, Rodríguez, Bouma, Pieters, Afellay, Toivonen (Bakkal 61'), Engelaar, Lens (Amrabat 71'), Berg (Koevermans 80'), Dzsudzsák |  |
| Stadion: Parkstad Limburg Stadion, Kerkrade Toeschouwers: 15.690 Scheidsrechter: Richard Liesveld |         |           |     | Tytoń, De Fauw, Wielaert, Kah, Hempte, Delorge, Vormer, Janssen, Bodor (Sutchuin Djoum 91'), Junker, Hadouir (Huysegems 81') | Isaksson, Hutchinson, Rodríguez, Bouma, Pieters, Afellay, Toivonen (Bakkal 61'), Engelaar, Lens (Amrabat 71'), Berg (Koevermans 80'), Dzsudzsák |  |
| Stadion: Parkstad Limburg Stadion, Kerkrade Toeschouwers: 15.690 Scheidsrechter: Richard Liesveld |         |           |     | Tytoń, De Fauw, Wielaert, Kah, Hempte, Delorge, Vormer, Janssen, Bodor (Sutchuin Djoum 91'), Junker, Hadouir (Huysegems 81') | Isaksson, Hutchinson, Rodríguez, Bouma, Pieters, Afellay, Toivonen (Bakkal 61'), Engelaar, Lens (Amrabat 71'), Berg (Koevermans 80'), Dzsudzsák |  |
|                                                                                                   |         |           |     | | |  |

| 25 september 2010, 18u45                                                                 | sc Heerenveen                     | 2-2 (2-0) | Roda JC                                    | Opstelling sc Heerenveen | Opstelling Roda JC |  |
| Stadion: Abe Lenstra Stadion, Heerenveen Toeschouwers: 25.800 Scheidsrechter: Kevin Blom | 15' Bas Dost 1-0 35' Bas Dost 2-0 |           | 70' Sutchuin Djoum 1-2 76' Mads Junker 2-2 | Stuhr Ellegaard, Janmaat, Breuer, Kruiswijk, Jong-a-Pin, Grindheim, Švec (Roorda 60'), Väyrynen, Narsingh (El-Akchaoui 76'), Dost, Elm (Beerens 70') | Tytoń, De Fauw, Wielaert, Kah, Hempte, Delorge, Vormer (Sutchuin Djoum 33'), Janssen, Bodor, Junker (Huysegems 89'), Hadouir (Skoubo 64') |  |
| Stadion: Abe Lenstra Stadion, Heerenveen Toeschouwers: 25.800 Scheidsrechter: Kevin Blom |                                   |           |                                            | Stuhr Ellegaard, Janmaat, Breuer, Kruiswijk, Jong-a-Pin, Grindheim, Švec (Roorda 60'), Väyrynen, Narsingh (El-Akchaoui 76'), Dost, Elm (Beerens 70') | Tytoń, De Fauw, Wielaert, Kah, Hempte, Delorge, Vormer (Sutchuin Djoum 33'), Janssen, Bodor, Junker (Huysegems 89'), Hadouir (Skoubo 64') |  |
| Stadion: Abe Lenstra Stadion, Heerenveen Toeschouwers: 25.800 Scheidsrechter: Kevin Blom |                                   |           |                                            | Stuhr Ellegaard, Janmaat, Breuer, Kruiswijk, Jong-a-Pin, Grindheim, Švec (Roorda 60'), Väyrynen, Narsingh (El-Akchaoui 76'), Dost, Elm (Beerens 70') | Tytoń, De Fauw, Wielaert, Kah, Hempte, Delorge, Vormer (Sutchuin Djoum 33'), Janssen, Bodor, Junker (Huysegems 89'), Hadouir (Skoubo 64') |  |
|                                                                                          |                                   |           |                                            | | |  |

### Oktober
| 2 oktober 2010, 19u45                                                                     | Excelsior            | 1-2 (1-0) | Roda JC                                     | Opstelling Excelsior | Opstelling Roda JC |  |
| Stadion: Stadion Woudestein, Rotterdam Toeschouwers: 3.214 Scheidsrechter: Jeroen Sanders | 38' Wouter Gudde 1-0 |           | 69' Pa-Modou Kah 1-1 88' Anouar Hadouir 1-2 | Paauwe, Bovenberg, Nieveld, van Steensel, Waisapy, Vincken (Alisic 60'), Clasie (Lagouireh 79'), Koolwijk, Gudde (Ramsteijn 83'), Baltes, Wattamaleo | Tytoń, De Fauw, Wielaert, Kah, Hempte, Sutchuin Djoum, Vormer (Meulens 67'), Hadouir, Bodor (Huysegems 46'), Janssen, Junker |  |
| Stadion: Stadion Woudestein, Rotterdam Toeschouwers: 3.214 Scheidsrechter: Jeroen Sanders |                      |           |                                             | Paauwe, Bovenberg, Nieveld, van Steensel, Waisapy, Vincken (Alisic 60'), Clasie (Lagouireh 79'), Koolwijk, Gudde (Ramsteijn 83'), Baltes, Wattamaleo | Tytoń, De Fauw, Wielaert, Kah, Hempte, Sutchuin Djoum, Vormer (Meulens 67'), Hadouir, Bodor (Huysegems 46'), Janssen, Junker |  |
| Stadion: Stadion Woudestein, Rotterdam Toeschouwers: 3.214 Scheidsrechter: Jeroen Sanders |                      |           |                                             | Paauwe, Bovenberg, Nieveld, van Steensel, Waisapy, Vincken (Alisic 60'), Clasie (Lagouireh 79'), Koolwijk, Gudde (Ramsteijn 83'), Baltes, Wattamaleo | Tytoń, De Fauw, Wielaert, Kah, Hempte, Sutchuin Djoum, Vormer (Meulens 67'), Hadouir, Bodor (Huysegems 46'), Janssen, Junker |  |
|                                                                                           |                      |           |                                             | | |  |

| 17 oktober 2010, 14u30                                                                         | Roda JC                                                                               | 4-1 (3-0) | Vitesse               | Opstelling Roda JC | Opstelling Vitesse |  |
| Stadion: Parkstad Limburg Stadion, Kerkrade Toeschouwers: 13.958 Scheidsrechter: Ben Haverkort | 31' Sutchuin Djoum 1-0 32' Mads Junker 2-0 35' Mads Junker 3-0 50' Willem Janssen 4-0 |           | 57' Julian Jenner 4-1 | Tytoń, De Fauw, Wielaert, Kah, Hempte, Delorge, Vormer, Janssen (Hupperts 85'), Sutchuin Djoum (Bodor 74'), Hadouir (Meulens 18'), Junker | Room, Kasjia, Sprockel (van der Struijk 46'), Caldirola, Büttner (Pluim 46'), Jenner, Stevanovič (van Ginkel 76'), Aissati, Matić, Barazite, Pröpper |  |
| Stadion: Parkstad Limburg Stadion, Kerkrade Toeschouwers: 13.958 Scheidsrechter: Ben Haverkort |                                                                                       |           |                       | Tytoń, De Fauw, Wielaert, Kah, Hempte, Delorge, Vormer, Janssen (Hupperts 85'), Sutchuin Djoum (Bodor 74'), Hadouir (Meulens 18'), Junker | Room, Kasjia, Sprockel (van der Struijk 46'), Caldirola, Büttner (Pluim 46'), Jenner, Stevanovič (van Ginkel 76'), Aissati, Matić, Barazite, Pröpper |  |
| Stadion: Parkstad Limburg Stadion, Kerkrade Toeschouwers: 13.958 Scheidsrechter: Ben Haverkort |                                                                                       |           |                       | Tytoń, De Fauw, Wielaert, Kah, Hempte, Delorge, Vormer, Janssen (Hupperts 85'), Sutchuin Djoum (Bodor 74'), Hadouir (Meulens 18'), Junker | Room, Kasjia, Sprockel (van der Struijk 46'), Caldirola, Büttner (Pluim 46'), Jenner, Stevanovič (van Ginkel 76'), Aissati, Matić, Barazite, Pröpper |  |
|                                                                                                |                                                                                       |           |                       | | |  |

| 22 oktober 2010, 20u45                                                                    | NAC Breda             | 1-2 (1-0) | Roda JC                                     | Opstelling NAC Breda | Opstelling Roda JC |  |
| Stadion: Rat Verlegh Stadion, Breda Toeschouwers: 18.100 Scheidsrechter: Richard Liesveld | 36' Joonas Kolkka 1-0 |           | 60' Sutchuin Djoum 1-1 79' Jimmy Hempte 1-2 | ten Rouwelaar, Fehér, Penders, Loran, Schilder, Gudelj (Idabdelhay 84'), Luijckx, Gorter, Kolkka, Amoah, Boussaboun (Leonardo 38') | Tytoń, De Fauw, Wielaert, Kah, Hempte, Delorge, Vormer, Janssen, Sutchuin Djoum (Bodor 86'), Meulens (Huysegems 83'), Junker |  |
| Stadion: Rat Verlegh Stadion, Breda Toeschouwers: 18.100 Scheidsrechter: Richard Liesveld |                       |           |                                             | ten Rouwelaar, Fehér, Penders, Loran, Schilder, Gudelj (Idabdelhay 84'), Luijckx, Gorter, Kolkka, Amoah, Boussaboun (Leonardo 38') | Tytoń, De Fauw, Wielaert, Kah, Hempte, Delorge, Vormer, Janssen, Sutchuin Djoum (Bodor 86'), Meulens (Huysegems 83'), Junker |  |
| Stadion: Rat Verlegh Stadion, Breda Toeschouwers: 18.100 Scheidsrechter: Richard Liesveld |                       |           |                                             | ten Rouwelaar, Fehér, Penders, Loran, Schilder, Gudelj (Idabdelhay 84'), Luijckx, Gorter, Kolkka, Amoah, Boussaboun (Leonardo 38') | Tytoń, De Fauw, Wielaert, Kah, Hempte, Delorge, Vormer, Janssen, Sutchuin Djoum (Bodor 86'), Meulens (Huysegems 83'), Junker |  |
|                                                                                           |                       |           |                                             | | |  |

| 26 oktober 2010, 20u00                                                                            | Roda JC                | 1-1 (0-0) | NEC                     | Opstelling Roda JC | Opstelling NEC |  |
| Stadion: Parkstad Limburg Stadion, Kerkrade Toeschouwers: 12.775 Scheidsrechter: Serdar Gözübüyük | 50' Sutchuin Djoum 1-0 |           | 73' Björn Vleminckx 1-1 | Tytoń, De Fauw, Wielaert, Kah, Hempte (Bodor 46'), Delorge, Vormer, Janssen, Sutchuin Djoum, Meulens (Huysegems 80'), Junker | Cillessen, Will, Otten, Zomer, Nuytinck, Sibum, Zimling (Chatelle 57'), Davids, Schöne (ten Voorde 90'), Vleminckx, Goossens (Fejzullahu 76') |  |
| Stadion: Parkstad Limburg Stadion, Kerkrade Toeschouwers: 12.775 Scheidsrechter: Serdar Gözübüyük |                        |           |                         | Tytoń, De Fauw, Wielaert, Kah, Hempte (Bodor 46'), Delorge, Vormer, Janssen, Sutchuin Djoum, Meulens (Huysegems 80'), Junker | Cillessen, Will, Otten, Zomer, Nuytinck, Sibum, Zimling (Chatelle 57'), Davids, Schöne (ten Voorde 90'), Vleminckx, Goossens (Fejzullahu 76') |  |
| Stadion: Parkstad Limburg Stadion, Kerkrade Toeschouwers: 12.775 Scheidsrechter: Serdar Gözübüyük |                        |           |                         | Tytoń, De Fauw, Wielaert, Kah, Hempte (Bodor 46'), Delorge, Vormer, Janssen, Sutchuin Djoum, Meulens (Huysegems 80'), Junker | Cillessen, Will, Otten, Zomer, Nuytinck, Sibum, Zimling (Chatelle 57'), Davids, Schöne (ten Voorde 90'), Vleminckx, Goossens (Fejzullahu 76') |  |
|                                                                                                   |                        |           |                         | | |  |

| 31 oktober 2010, 14u30                                                                         | Roda JC                                      | 2-2 (1-1) | Willem II                                       | Opstelling Roda JC | Opstelling Willem II |  |
| Stadion: Parkstad Limburg Stadion, Kerkrade Toeschouwers: 13.063 Scheidsrechter: Björn Kuipers | 9' Willem Janssen 1-0 68' Willem Janssen 2-1 |           | 21' Andreas Lasnik 1-1 90' Gerson Sheotahul 2-2 | Tytoń, De Fauw, Wielaert, Kah, Bodor, Delorge, Vormer, Janssen, Sutchuin Djoum, Junker (Hupperts 89'), Huysegems (Meulens 61') | Verhulst, Lampi, Biemans (Hutten 84'), Halilović, Swinkels, Landgren (Sheotahul 76'), van der Heijden, Pereira, Lasnik, Rigters, van Zaanen |  |
| Stadion: Parkstad Limburg Stadion, Kerkrade Toeschouwers: 13.063 Scheidsrechter: Björn Kuipers |                                              |           |                                                 | Tytoń, De Fauw, Wielaert, Kah, Bodor, Delorge, Vormer, Janssen, Sutchuin Djoum, Junker (Hupperts 89'), Huysegems (Meulens 61') | Verhulst, Lampi, Biemans (Hutten 84'), Halilović, Swinkels, Landgren (Sheotahul 76'), van der Heijden, Pereira, Lasnik, Rigters, van Zaanen |  |
| Stadion: Parkstad Limburg Stadion, Kerkrade Toeschouwers: 13.063 Scheidsrechter: Björn Kuipers |                                              |           |                                                 | Tytoń, De Fauw, Wielaert, Kah, Bodor, Delorge, Vormer, Janssen, Sutchuin Djoum, Junker (Hupperts 89'), Huysegems (Meulens 61') | Verhulst, Lampi, Biemans (Hutten 84'), Halilović, Swinkels, Landgren (Sheotahul 76'), van der Heijden, Pereira, Lasnik, Rigters, van Zaanen |  |
|                                                                                                |                                              |           |                                                 | | |  |

### November
| 7 november 2010, 14u30                                                       | Feyenoord              | 1-1 (0-1) | Roda JC             | Opstelling Feyenoord                                                                                                  | Opstelling Roda JC |  |
| Stadion: de Kuip, Rotterdam Toeschouwers: 38.000 Scheidsrechter: Pieter Vink | 87' Luc Castaignos 1-1 |           | 24' Mads Junker 0-1 | van Dijk, de Vrij, Vlaar, Bahia, de Cler, Biseswar, El Ahmadi, Wijnaldum, van Haaren, Bruins (Cabral 60'), Castaignos | Tytoń, De Fauw, Wielaert, Kah, Hempte (Addo 64'), Delorge (Bodor 42'), Vormer, Janssen, Sutchuin Djoum, Hadouir (Meulens 80'), Junker |  |
| Stadion: de Kuip, Rotterdam Toeschouwers: 38.000 Scheidsrechter: Pieter Vink |                        |           |                     | van Dijk, de Vrij, Vlaar, Bahia, de Cler, Biseswar, El Ahmadi, Wijnaldum, van Haaren, Bruins (Cabral 60'), Castaignos | Tytoń, De Fauw, Wielaert, Kah, Hempte (Addo 64'), Delorge (Bodor 42'), Vormer, Janssen, Sutchuin Djoum, Hadouir (Meulens 80'), Junker |  |
| Stadion: de Kuip, Rotterdam Toeschouwers: 38.000 Scheidsrechter: Pieter Vink |                        |           |                     | van Dijk, de Vrij, Vlaar, Bahia, de Cler, Biseswar, El Ahmadi, Wijnaldum, van Haaren, Bruins (Cabral 60'), Castaignos | Tytoń, De Fauw, Wielaert, Kah, Hempte (Addo 64'), Delorge (Bodor 42'), Vormer, Janssen, Sutchuin Djoum, Hadouir (Meulens 80'), Junker |  |
|                                                                              |                        |           |                     | | |  |

| 24 november 2010, 20u00                                                                     | Roda JC             | 0-0 (1-0) | FC Utrecht             | Opstelling Roda JC | Opstelling FC Utrecht                                                                                                 |  |
| Stadion: Parkstad Limburg Stadion, Kerkrade Toeschouwers: 13.280 Scheidsrechter: Kevin Blom | 25' Ruud Vormer 1-0 |           | 62' Édouard Duplan 1-1 | Tytoń, De Fauw, Wielaert, Kah, Hempte, Sutchuin Djoum, Vormer, Janssen, Bodor (Addo 67'), Junker (Huysegems 46'), Hadouir (Meulens 89') | Vorm, Cornelisse, Schut, Wuytens, Neșu, Duplan, Silberbauer, Maguire, Nijholt (van Wolfswinkel 82'), Mertens, Demouge |  |
| Stadion: Parkstad Limburg Stadion, Kerkrade Toeschouwers: 13.280 Scheidsrechter: Kevin Blom |                     |           |                        | Tytoń, De Fauw, Wielaert, Kah, Hempte, Sutchuin Djoum, Vormer, Janssen, Bodor (Addo 67'), Junker (Huysegems 46'), Hadouir (Meulens 89') | Vorm, Cornelisse, Schut, Wuytens, Neșu, Duplan, Silberbauer, Maguire, Nijholt (van Wolfswinkel 82'), Mertens, Demouge |  |
| Stadion: Parkstad Limburg Stadion, Kerkrade Toeschouwers: 13.280 Scheidsrechter: Kevin Blom |                     |           |                        | Tytoń, De Fauw, Wielaert, Kah, Hempte, Sutchuin Djoum, Vormer, Janssen, Bodor (Addo 67'), Junker (Huysegems 46'), Hadouir (Meulens 89') | Vorm, Cornelisse, Schut, Wuytens, Neșu, Duplan, Silberbauer, Maguire, Nijholt (van Wolfswinkel 82'), Mertens, Demouge |  |
|                                                                                             |                     |           |                        | | |  |

| 20 november 2010, 19u45                                                              | De Graafschap                                                     | 3-1 (2-1) | Roda JC                 | Opstelling De Graafschap | Opstelling Roda JC                                                                                           |  |
| Stadion: De Vijverberg, Doetinchem Toeschouwers: 11.004 Scheidsrechter: Jan Wegereef | 23' Rydell Poepon 1-0 25' Rydell Poepon 2-0 76' Rydell Poepon 3-1 |           | 45' Stein Huysegems 2-1 | Waterman, Wormgoor, Buijs, Fränkel, Rose, Meijer, Hersi (Hairemans 91'), Jungschläger, Overgoor (Kujala 75'), Poepon, De Ridder (Bargas 87') | Tytoń, Addo (Junker 46'), Wielaert, Kah, De Fauw, Sutchuin Djoum, Vormer, Janssen, Bodor, Meulens, Huysegems |  |
| Stadion: De Vijverberg, Doetinchem Toeschouwers: 11.004 Scheidsrechter: Jan Wegereef |                                                                   |           |                         | Waterman, Wormgoor, Buijs, Fränkel, Rose, Meijer, Hersi (Hairemans 91'), Jungschläger, Overgoor (Kujala 75'), Poepon, De Ridder (Bargas 87') | Tytoń, Addo (Junker 46'), Wielaert, Kah, De Fauw, Sutchuin Djoum, Vormer, Janssen, Bodor, Meulens, Huysegems |  |
| Stadion: De Vijverberg, Doetinchem Toeschouwers: 11.004 Scheidsrechter: Jan Wegereef |                                                                   |           |                         | Waterman, Wormgoor, Buijs, Fränkel, Rose, Meijer, Hersi (Hairemans 91'), Jungschläger, Overgoor (Kujala 75'), Poepon, De Ridder (Bargas 87') | Tytoń, Addo (Junker 46'), Wielaert, Kah, De Fauw, Sutchuin Djoum, Vormer, Janssen, Bodor, Meulens, Huysegems |  |
|                                                                                      |                                                                   |           |                         | | |  |

| 27 november 2010, 19u45                                                                         | Roda JC                | 1-0 (1-0) | FC Groningen | Opstelling Roda JC | Opstelling FC Groningen |  |
| Stadion: Parkstad Limburg Stadion, Kerkrade Toeschouwers: 13.850 Scheidsrechter: Eric Braamhaar | 40' Sutchuin Djoum 1-0 |           |              | Tytoń, De Fauw, Addo, Kah, Hempte, Sutchuin Djoum, Wielaert, Janssen, Vormer, Junker (Meulens 73'), Hadouir (Horsten 89') | Da Silva, Kieftenbeld, Ivens, Granqvist, Stenman, van de Laak (Enevoldsen 71'), Hiariej (Holla 46'), Bacuna (Andersson 79'), Sparv, Tadić, Matavž |  |
| Stadion: Parkstad Limburg Stadion, Kerkrade Toeschouwers: 13.850 Scheidsrechter: Eric Braamhaar |                        |           |              | Tytoń, De Fauw, Addo, Kah, Hempte, Sutchuin Djoum, Wielaert, Janssen, Vormer, Junker (Meulens 73'), Hadouir (Horsten 89') | Da Silva, Kieftenbeld, Ivens, Granqvist, Stenman, van de Laak (Enevoldsen 71'), Hiariej (Holla 46'), Bacuna (Andersson 79'), Sparv, Tadić, Matavž |  |
| Stadion: Parkstad Limburg Stadion, Kerkrade Toeschouwers: 13.850 Scheidsrechter: Eric Braamhaar |                        |           |              | Tytoń, De Fauw, Addo, Kah, Hempte, Sutchuin Djoum, Wielaert, Janssen, Vormer, Junker (Meulens 73'), Hadouir (Horsten 89') | Da Silva, Kieftenbeld, Ivens, Granqvist, Stenman, van de Laak (Enevoldsen 71'), Hiariej (Holla 46'), Bacuna (Andersson 79'), Sparv, Tadić, Matavž |  |
|                                                                                                 |                        |           |              | | |  |

### December
| 13 december 2010, 19u45                                                      | VVV-Venlo | 0-4 (0-3) | Roda JC                                                                               | Opstelling VVV-Venlo | Opstelling Roda JC |  |
| Stadion: de Koel, Venlo Toeschouwers: 8.000 Scheidsrechter: Richard Liesveld |           |           | 3' Willem Janssen 1-0 22' Laurent Delorge 2-0 30' Mads Junker 3-0 80' Mads Junker 4-0 | Begois, Timisela, Yoshida (de Regt 46'), Paauwe, Fleuren, Musa, van Kouwen (Josué 62'), Tóth, Nkume (Leemans 46'), Uchebo, Boymans | Tytoń, De Fauw, Wielaert (Addo 77'), Kah, Hempte, Delorge (Horsten 84'), Vormer, Janssen, Sutchuin Djoum, Hadouir (Huysegems 86'), Junker |  |
| Stadion: de Koel, Venlo Toeschouwers: 8.000 Scheidsrechter: Richard Liesveld |           |           |                                                                                       | Begois, Timisela, Yoshida (de Regt 46'), Paauwe, Fleuren, Musa, van Kouwen (Josué 62'), Tóth, Nkume (Leemans 46'), Uchebo, Boymans | Tytoń, De Fauw, Wielaert (Addo 77'), Kah, Hempte, Delorge (Horsten 84'), Vormer, Janssen, Sutchuin Djoum, Hadouir (Huysegems 86'), Junker |  |
| Stadion: de Koel, Venlo Toeschouwers: 8.000 Scheidsrechter: Richard Liesveld |           |           |                                                                                       | Begois, Timisela, Yoshida (de Regt 46'), Paauwe, Fleuren, Musa, van Kouwen (Josué 62'), Tóth, Nkume (Leemans 46'), Uchebo, Boymans | Tytoń, De Fauw, Wielaert (Addo 77'), Kah, Hempte, Delorge (Horsten 84'), Vormer, Janssen, Sutchuin Djoum, Hadouir (Huysegems 86'), Junker |  |
|                                                                              |           |           |                                                                                       | | |  |

| 11 december 2010, 19u45                                                                          | Roda JC               | 1-1 (1-1) | ADO Den Haag            | Opstelling Roda JC | Opstelling ADO Den Haag                                                                                          |  |
| Stadion: Parkstad Limburg Stadion, Kerkrade Toeschouwers: 12.900 Scheidsrechter: Jack van Hulten | 9' Willem Janssen 1-0 |           | 13' Dmitri Boelykin 1-1 | Tytoń, De Fauw, Addo (Delorge 62'), Kah, Hempte, Sutchuin Djoum, Wielaert, Hadouir (Huysegems 88'), Vormer, Janssen, Junker (Meulens 83') | Coutinho, Leeuwin, Derijck, Kum, Piqué, Radosavljevič (Buijs 61'), Immers, Toornstra, Verhoek, Boelykin, Vicento |  |
| Stadion: Parkstad Limburg Stadion, Kerkrade Toeschouwers: 12.900 Scheidsrechter: Jack van Hulten |                       |           |                         | Tytoń, De Fauw, Addo (Delorge 62'), Kah, Hempte, Sutchuin Djoum, Wielaert, Hadouir (Huysegems 88'), Vormer, Janssen, Junker (Meulens 83') | Coutinho, Leeuwin, Derijck, Kum, Piqué, Radosavljevič (Buijs 61'), Immers, Toornstra, Verhoek, Boelykin, Vicento |  |
| Stadion: Parkstad Limburg Stadion, Kerkrade Toeschouwers: 12.900 Scheidsrechter: Jack van Hulten |                       |           |                         | Tytoń, De Fauw, Addo (Delorge 62'), Kah, Hempte, Sutchuin Djoum, Wielaert, Hadouir (Huysegems 88'), Vormer, Janssen, Junker (Meulens 83') | Coutinho, Leeuwin, Derijck, Kum, Piqué, Radosavljevič (Buijs 61'), Immers, Toornstra, Verhoek, Boelykin, Vicento |  |
|                                                                                                  |                       |           |                         | | |  |

| 19 december 2010, 14u30                                                              | PSV                                                               | 3-1 (1-1) | Roda JC                | Opstelling PSV | Opstelling Roda JC |  |
| Stadion: Philips Stadion, Eindhoven Toeschouwers: 34.000 Scheidsrechter: Ruud Bossen | 5' Jeremain Lens 1-0 53' Marcus Berg 2-1 68' Balázs Dzsudzsák 3-1 |           | 24' Anouar Hadouir 1-1 | Isaksson, Manolev, Marcelo, Rodríguez, Pieters, Hutchinson, Toivonen, Afellay (Labyad 87'), Lens, Reis (Berg 17'), Dzsudzsák (Bakkal 82') | Tytoń, De Fauw, Wielaert, Kah, Hempte, Delorge (Bodor 57'), Vormer, Janssen, Sutchuin Djoum, Junker (Meulens 79'), Hadouir (Huysegems 84') |  |
| Stadion: Philips Stadion, Eindhoven Toeschouwers: 34.000 Scheidsrechter: Ruud Bossen |                                                                   |           |                        | Isaksson, Manolev, Marcelo, Rodríguez, Pieters, Hutchinson, Toivonen, Afellay (Labyad 87'), Lens, Reis (Berg 17'), Dzsudzsák (Bakkal 82') | Tytoń, De Fauw, Wielaert, Kah, Hempte, Delorge (Bodor 57'), Vormer, Janssen, Sutchuin Djoum, Junker (Meulens 79'), Hadouir (Huysegems 84') |  |
| Stadion: Philips Stadion, Eindhoven Toeschouwers: 34.000 Scheidsrechter: Ruud Bossen |                                                                   |           |                        | Isaksson, Manolev, Marcelo, Rodríguez, Pieters, Hutchinson, Toivonen, Afellay (Labyad 87'), Lens, Reis (Berg 17'), Dzsudzsák (Bakkal 82') | Tytoń, De Fauw, Wielaert, Kah, Hempte, Delorge (Bodor 57'), Vormer, Janssen, Sutchuin Djoum, Junker (Meulens 79'), Hadouir (Huysegems 84') |  |
|                                                                                      |                                                                   |           |                        | | |  |

### Januari
| 23 januari 2011, 14u30                                                                         | Roda JC                                                         | 3-0 (2-0) | Excelsior | Opstelling Roda JC | Opstelling Excelsior |  |
| Stadion: Parkstad Limburg Stadion, Kerkrade Toeschouwers: 12.500 Scheidsrechter: Michel Winter | 14' Jimmy Hempte 1-0 28' Pa-Modou Kah 2-0 84' Morten Skoubo 3-0 |           |           | Tytoń, De Fauw, Wielaert, Kah, Hempte, Delorge (Bodor 67'), Vormer, Janssen, Sutchuin Djoum, Hadouir (Pluim 81'), Junker (Skoubo 79') | Paauwe, Bovenberg, Ramsteijn, Gudde (Wattamaleo 48'), Nieveld, Nelom, Vincken (Eekman 69'), Clasie (Ribeiro 75'), Koolwijk, Fernandez, Bergkamp |  |
| Stadion: Parkstad Limburg Stadion, Kerkrade Toeschouwers: 12.500 Scheidsrechter: Michel Winter |                                                                 |           |           | Tytoń, De Fauw, Wielaert, Kah, Hempte, Delorge (Bodor 67'), Vormer, Janssen, Sutchuin Djoum, Hadouir (Pluim 81'), Junker (Skoubo 79') | Paauwe, Bovenberg, Ramsteijn, Gudde (Wattamaleo 48'), Nieveld, Nelom, Vincken (Eekman 69'), Clasie (Ribeiro 75'), Koolwijk, Fernandez, Bergkamp |  |
| Stadion: Parkstad Limburg Stadion, Kerkrade Toeschouwers: 12.500 Scheidsrechter: Michel Winter |                                                                 |           |           | Tytoń, De Fauw, Wielaert, Kah, Hempte, Delorge (Bodor 67'), Vormer, Janssen, Sutchuin Djoum, Hadouir (Pluim 81'), Junker (Skoubo 79') | Paauwe, Bovenberg, Ramsteijn, Gudde (Wattamaleo 48'), Nieveld, Nelom, Vincken (Eekman 69'), Clasie (Ribeiro 75'), Koolwijk, Fernandez, Bergkamp |  |
|                                                                                                |                                                                 |           |           | | |  |

| 29 januari 2011, 18u45                                                               | Vitesse | 5-2 (3-1) | Roda JC                                 | Opstelling Vitesse | Opstelling Roda JC |  |
| Stadion: Gelredome, Arnhem Toeschouwers: 13.277 Scheidsrechter: Sebastien Delferiere | 16' Nemanja Matić 1-1 23' Marco van Ginkel 2-1 50' Jordi López(p) 3-1 55' Haruna Babangida 4-1 58' Marco van Ginkel 5-1 |           | 3' Mads Junker 0-1 69' Jimmy Hempte 5-2 | Room, van der Struijk, Kasjia, Rajković, Yasuda, Riverola, López (Stevanovič 90'), Matić, Babangida (Sijders 73'), van Ginkel(Pröpper 84'), Aissati | Tytoń, De Fauw, Wielaert, Kah, Hempte, Delorge (Meulens 84'), Vormer, Janssen, Sutchuin Djoum (Pluim 46'), Hadouir, Junker |  |
| Stadion: Gelredome, Arnhem Toeschouwers: 13.277 Scheidsrechter: Sebastien Delferiere | |           |                                         | Room, van der Struijk, Kasjia, Rajković, Yasuda, Riverola, López (Stevanovič 90'), Matić, Babangida (Sijders 73'), van Ginkel(Pröpper 84'), Aissati | Tytoń, De Fauw, Wielaert, Kah, Hempte, Delorge (Meulens 84'), Vormer, Janssen, Sutchuin Djoum (Pluim 46'), Hadouir, Junker |  |
| Stadion: Gelredome, Arnhem Toeschouwers: 13.277 Scheidsrechter: Sebastien Delferiere | |           |                                         | Room, van der Struijk, Kasjia, Rajković, Yasuda, Riverola, López (Stevanovič 90'), Matić, Babangida (Sijders 73'), van Ginkel(Pröpper 84'), Aissati | Tytoń, De Fauw, Wielaert, Kah, Hempte, Delorge (Meulens 84'), Vormer, Janssen, Sutchuin Djoum (Pluim 46'), Hadouir, Junker |  |
|                                                                                      | |           |                                         | | |  |

### Februari
| 6 februari 2011, 14u30                                                         | Heracles Almelo        | 1-0 (0-0) | Roda JC | Opstelling Heracles Almelo | Opstelling Roda JC |  |
| Stadion: Polman Stadion, Almelo Toeschouwers: 8.420 Scheidsrechter: Ed Janssen | 53' Willy Overtoom 1-0 |           |         | Pasveer, Breukers, Maertens, van der Linden, Fledderus, Quansah, Overtoom, Vejinović (Rienstra 74'), Douglas, Armenteros (Almubaraki 93'), Everton (te Wierik 78') | Prus, De Fauw (Meulens 81'), Wielaert, Kah, Hempte, Janssen, Vormer, Hadouir, Sutchuin Djoum (Bodor 64'), Junker, Skoubo (Pluim 72') |  |
| Stadion: Polman Stadion, Almelo Toeschouwers: 8.420 Scheidsrechter: Ed Janssen |                        |           |         | Pasveer, Breukers, Maertens, van der Linden, Fledderus, Quansah, Overtoom, Vejinović (Rienstra 74'), Douglas, Armenteros (Almubaraki 93'), Everton (te Wierik 78') | Prus, De Fauw (Meulens 81'), Wielaert, Kah, Hempte, Janssen, Vormer, Hadouir, Sutchuin Djoum (Bodor 64'), Junker, Skoubo (Pluim 72') |  |
| Stadion: Polman Stadion, Almelo Toeschouwers: 8.420 Scheidsrechter: Ed Janssen |                        |           |         | Pasveer, Breukers, Maertens, van der Linden, Fledderus, Quansah, Overtoom, Vejinović (Rienstra 74'), Douglas, Armenteros (Almubaraki 93'), Everton (te Wierik 78') | Prus, De Fauw (Meulens 81'), Wielaert, Kah, Hempte, Janssen, Vormer, Hadouir, Sutchuin Djoum (Bodor 64'), Junker, Skoubo (Pluim 72') |  |
|                                                                                |                        |           |         | | |  |

| 13 februari 2011, 14u30                                                                          | Roda JC                                    | 2-2 (1-2) | Ajax                                           | Opstelling Roda JC | Opstelling Ajax |  |
| Stadion: Parkstad Limburg Stadion, Kerkrade Toeschouwers: 18.936 Scheidsrechter: Jack van Hulten | 41' Mads Junker 1-2 81' Anouar Hadouir 2-2 |           | 13' Miralem Sulejmani 0-1 34' Siem de Jong 0-2 | Tytoń, De Fauw, Wielaert, Kah, Hempte, Sutchuin Djoum, Vormer, Janssen, Bodor (Skoubo 46'), Junker, Hadouir (Pluim 90') | Stekelenburg, Anita, Alderweireld, Vertonghen, Blind, Enoh, Eriksen, de Zeeuw (Lindgren 81'), Sulejmani (Ebecilio 77'), de Jong, El Hamdaoui |  |
| Stadion: Parkstad Limburg Stadion, Kerkrade Toeschouwers: 18.936 Scheidsrechter: Jack van Hulten |                                            |           |                                                | Tytoń, De Fauw, Wielaert, Kah, Hempte, Sutchuin Djoum, Vormer, Janssen, Bodor (Skoubo 46'), Junker, Hadouir (Pluim 90') | Stekelenburg, Anita, Alderweireld, Vertonghen, Blind, Enoh, Eriksen, de Zeeuw (Lindgren 81'), Sulejmani (Ebecilio 77'), de Jong, El Hamdaoui |  |
| Stadion: Parkstad Limburg Stadion, Kerkrade Toeschouwers: 18.936 Scheidsrechter: Jack van Hulten |                                            |           |                                                | Tytoń, De Fauw, Wielaert, Kah, Hempte, Sutchuin Djoum, Vormer, Janssen, Bodor (Skoubo 46'), Junker, Hadouir (Pluim 90') | Stekelenburg, Anita, Alderweireld, Vertonghen, Blind, Enoh, Eriksen, de Zeeuw (Lindgren 81'), Sulejmani (Ebecilio 77'), de Jong, El Hamdaoui |  |
|                                                                                                  |                                            |           |                                                | | |  |

| 19 februari 2011, 20u45                                                       | FC Groningen             | 1-4 (0-1) | Roda JC                                                                             | Opstelling FC Groningen | Opstelling Roda JC                                                                                               |  |
| Stadion: Euroborg, Groningen Toeschouwers: 22.013 Scheidsrechter: Pieter Vink | 88' Nicklas Pedersen 1-3 |           | 15' Mads Junker 0-1 62' Mads Junker 0-2 71' Mads Junker 0-3 91' Boldizsár Bodor 1-4 | Da Silva, Kieftenbeld, Ivens, Granqvist, Stenman (Metaj 46'), Holla, Sparv, Enevoldsen, Andersson (Ajilore 16', Bacuna 46'), Tadić, Pedersen | Tytoń, De Fauw, Wielaert, Kah, Hempte, Svärd, Vormer, Janssen, Hadouir, Skoubo (Bodor 85'), Junker (Meulens 90') |  |
| Stadion: Euroborg, Groningen Toeschouwers: 22.013 Scheidsrechter: Pieter Vink |                          |           |                                                                                     | Da Silva, Kieftenbeld, Ivens, Granqvist, Stenman (Metaj 46'), Holla, Sparv, Enevoldsen, Andersson (Ajilore 16', Bacuna 46'), Tadić, Pedersen | Tytoń, De Fauw, Wielaert, Kah, Hempte, Svärd, Vormer, Janssen, Hadouir, Skoubo (Bodor 85'), Junker (Meulens 90') |  |
| Stadion: Euroborg, Groningen Toeschouwers: 22.013 Scheidsrechter: Pieter Vink |                          |           |                                                                                     | Da Silva, Kieftenbeld, Ivens, Granqvist, Stenman (Metaj 46'), Holla, Sparv, Enevoldsen, Andersson (Ajilore 16', Bacuna 46'), Tadić, Pedersen | Tytoń, De Fauw, Wielaert, Kah, Hempte, Svärd, Vormer, Janssen, Hadouir, Skoubo (Bodor 85'), Junker (Meulens 90') |  |
|                                                                               |                          |           |                                                                                     | | |  |

| 26 februari 2011, 19u45                                                                         | Roda JC               | 1-1 (1-0) | De Graafschap           | Opstelling Roda JC | Opstelling De Graafschap |  |
| Stadion: Parkstad Limburg Stadion, Kerkrade Toeschouwers: 13.100 Scheidsrechter: Tom van Sichem | 25' Morten Skoubo 1-0 |           | 46' Steve De Ridder 1-1 | Tytoń, De Fauw, Kah, Wielaert, Bodor, Svärd (Meulens 82'), Vormer, Janssen, Hadouir (Huysegems 89'), Skoubo (Pluim 71'), Junker | Waterman, Loran, Meijer, Buijs, Fränkel, Rose (Kujala 83'), Jungschläger, Hersi (Sebens 36'), Overgoor (Broekhof 88'), Poepon, De Ridder |  |
| Stadion: Parkstad Limburg Stadion, Kerkrade Toeschouwers: 13.100 Scheidsrechter: Tom van Sichem |                       |           |                         | Tytoń, De Fauw, Kah, Wielaert, Bodor, Svärd (Meulens 82'), Vormer, Janssen, Hadouir (Huysegems 89'), Skoubo (Pluim 71'), Junker | Waterman, Loran, Meijer, Buijs, Fränkel, Rose (Kujala 83'), Jungschläger, Hersi (Sebens 36'), Overgoor (Broekhof 88'), Poepon, De Ridder |  |
| Stadion: Parkstad Limburg Stadion, Kerkrade Toeschouwers: 13.100 Scheidsrechter: Tom van Sichem |                       |           |                         | Tytoń, De Fauw, Kah, Wielaert, Bodor, Svärd (Meulens 82'), Vormer, Janssen, Hadouir (Huysegems 89'), Skoubo (Pluim 71'), Junker | Waterman, Loran, Meijer, Buijs, Fränkel, Rose (Kujala 83'), Jungschläger, Hersi (Sebens 36'), Overgoor (Broekhof 88'), Poepon, De Ridder |  |
|                                                                                                 |                       |           |                         | | |  |

### Maart
| 6 maart 2011, 14u30                                                                       | FC Utrecht            | 1-1 (0-1) | Roda JC            | Opstelling FC Utrecht | Opstelling Roda JC                                                                                            |  |
| Stadion: Stadion Galgenwaard, Utrecht Toeschouwers: 19.000 Scheidsrechter: Eric Braamhaar | 82' Leon de Kogel 1-1 |           | 32' Mads Junker(p) | Vorm, Cornelisse, Schut, Wuytens, Neșu, Duplan, Silberbauer (Nijholt 73'), Strootman, Lensky (de Kogel 62'), Mertens, van Wolfswinkel | Tytoń, De Fauw, Wielaert, Addo, Bodor, Sutchuin Djoum, Vormer, Janssen, Hadouir (Meulens 72'), Skoubo, Junker |  |
| Stadion: Stadion Galgenwaard, Utrecht Toeschouwers: 19.000 Scheidsrechter: Eric Braamhaar |                       |           |                    | Vorm, Cornelisse, Schut, Wuytens, Neșu, Duplan, Silberbauer (Nijholt 73'), Strootman, Lensky (de Kogel 62'), Mertens, van Wolfswinkel | Tytoń, De Fauw, Wielaert, Addo, Bodor, Sutchuin Djoum, Vormer, Janssen, Hadouir (Meulens 72'), Skoubo, Junker |  |
| Stadion: Stadion Galgenwaard, Utrecht Toeschouwers: 19.000 Scheidsrechter: Eric Braamhaar |                       |           |                    | Vorm, Cornelisse, Schut, Wuytens, Neșu, Duplan, Silberbauer (Nijholt 73'), Strootman, Lensky (de Kogel 62'), Mertens, van Wolfswinkel | Tytoń, De Fauw, Wielaert, Addo, Bodor, Sutchuin Djoum, Vormer, Janssen, Hadouir (Meulens 72'), Skoubo, Junker |  |
|                                                                                           |                       |           |                    | | |  |

| 12 maart 2011, 19u45                                                                          | Roda JC                | 1-2 (0-0) | AZ                                                  | Opstelling Roda JC | Opstelling AZ |  |
| Stadion: Parkstad Limburg Stadion, Kerkrade Toeschouwers: 14.290 Scheidsrechter: Jan Wegereef | 72' Anouar Hadouir 1-1 |           | 52' Kolbeinn Sigþórsson 0-1 74' Maarten Martens 1-2 | Tytoń, De Fauw, Kah, Wielaert, Hempte, Delorge (Skoubo 61'), Vormer, Janssen, Bodor (Pluim 80'), Hadouir (Meulens 85'), Junker | Alvarado, Marcellis, Moisander, Moreno, Klavan, Elm, Wernbloom, Viergever, Holman, Guðmundsson (Martens 56'), Sigþórsson (Benschop 79') |  |
| Stadion: Parkstad Limburg Stadion, Kerkrade Toeschouwers: 14.290 Scheidsrechter: Jan Wegereef |                        |           |                                                     | Tytoń, De Fauw, Kah, Wielaert, Hempte, Delorge (Skoubo 61'), Vormer, Janssen, Bodor (Pluim 80'), Hadouir (Meulens 85'), Junker | Alvarado, Marcellis, Moisander, Moreno, Klavan, Elm, Wernbloom, Viergever, Holman, Guðmundsson (Martens 56'), Sigþórsson (Benschop 79') |  |
| Stadion: Parkstad Limburg Stadion, Kerkrade Toeschouwers: 14.290 Scheidsrechter: Jan Wegereef |                        |           |                                                     | Tytoń, De Fauw, Kah, Wielaert, Hempte, Delorge (Skoubo 61'), Vormer, Janssen, Bodor (Pluim 80'), Hadouir (Meulens 85'), Junker | Alvarado, Marcellis, Moisander, Moreno, Klavan, Elm, Wernbloom, Viergever, Holman, Guðmundsson (Martens 56'), Sigþórsson (Benschop 79') |  |
|                                                                                               |                        |           |                                                     | | |  |

| 20 maart 2011, 14u30                                                                        | Roda JC                                                                 | 3-0 (2-0) | Feyenoord | Opstelling Roda JC | Opstelling Feyenoord |  |
| Stadion: Parkstad Limburg Stadion, Kerkrade Toeschouwers: 17.155 Scheidsrechter: Kevin Blom | 7' Anouar Hadouir 1-0 43' Mads Junker 2-0 90' Diego Biseswar (e.d.) 3-0 |           |           | Tytoń, De Fauw, Wielaert, Addo, Hempte, Delorge, Vormer, Janssen, Sutchuin Djoum (Bodor 83'), Hadouir (Skoubo 71'), Junker (Pluim 83') | Mulder, Leerdam, Vlaar, Bahia, de Cler, Meeuwis (Cabral 63'), Wijnaldum (Larsen 77'), Fer, Biseswar, Castaignos, Miyaichi |  |
| Stadion: Parkstad Limburg Stadion, Kerkrade Toeschouwers: 17.155 Scheidsrechter: Kevin Blom |                                                                         |           |           | Tytoń, De Fauw, Wielaert, Addo, Hempte, Delorge, Vormer, Janssen, Sutchuin Djoum (Bodor 83'), Hadouir (Skoubo 71'), Junker (Pluim 83') | Mulder, Leerdam, Vlaar, Bahia, de Cler, Meeuwis (Cabral 63'), Wijnaldum (Larsen 77'), Fer, Biseswar, Castaignos, Miyaichi |  |
| Stadion: Parkstad Limburg Stadion, Kerkrade Toeschouwers: 17.155 Scheidsrechter: Kevin Blom |                                                                         |           |           | Tytoń, De Fauw, Wielaert, Addo, Hempte, Delorge, Vormer, Janssen, Sutchuin Djoum (Bodor 83'), Hadouir (Skoubo 71'), Junker (Pluim 83') | Mulder, Leerdam, Vlaar, Bahia, de Cler, Meeuwis (Cabral 63'), Wijnaldum (Larsen 77'), Fer, Biseswar, Castaignos, Miyaichi |  |
|                                                                                             |                                                                         |           |           | | |  |

### April
| 2 april 2011, 19u45                                                                              | Willem II                                                                                | 4-5 (1-0) | Roda JC                                                                                                 | Opstelling Willem II | Opstelling Roda JC |  |
| Stadion: Koning Willem II Stadion, Tilburg Toeschouwers: 12.000 Scheidsrechter: Richard Liesveld | 30' Andreas Lasnik 1-0 57' Bart Biemans 2-1 80' Andreas Lasnik 3-4 93' Maceo Rigters 4-5 |           | 49' Pa-Modou Kah 1-1 62' Morten Skoubo 2-2 64' Ruud Vormer 2-3 75' Davy de Fauw 2-4 83' Ruud Vormer 3-5 | Kujović, Biemans (Lampi 80'), van der Heijden, Swinkels(89'), Gravenbeek, Pereira, Lasnik, Ippel (Pressel 80'), Hakola (Strihavka 80'), Janga, Rigters | Prus, De Fauw, Wielaert, Kah (Pluim 89'), Hempte, Delorge, Vormer, Janssen, Sutchuin Djoum (Skoubo 46'), Junker (Svärd 73'), Hadouir |  |
| Stadion: Koning Willem II Stadion, Tilburg Toeschouwers: 12.000 Scheidsrechter: Richard Liesveld |                                                                                          |           | | Kujović, Biemans (Lampi 80'), van der Heijden, Swinkels(89'), Gravenbeek, Pereira, Lasnik, Ippel (Pressel 80'), Hakola (Strihavka 80'), Janga, Rigters | Prus, De Fauw, Wielaert, Kah (Pluim 89'), Hempte, Delorge, Vormer, Janssen, Sutchuin Djoum (Skoubo 46'), Junker (Svärd 73'), Hadouir |  |
| Stadion: Koning Willem II Stadion, Tilburg Toeschouwers: 12.000 Scheidsrechter: Richard Liesveld |                                                                                          |           | | Kujović, Biemans (Lampi 80'), van der Heijden, Swinkels(89'), Gravenbeek, Pereira, Lasnik, Ippel (Pressel 80'), Hakola (Strihavka 80'), Janga, Rigters | Prus, De Fauw, Wielaert, Kah (Pluim 89'), Hempte, Delorge, Vormer, Janssen, Sutchuin Djoum (Skoubo 46'), Junker (Svärd 73'), Hadouir |  |
|                                                                                                  |                                                                                          |           | | | |  |

| 10 april 2011, 14u30                                                             | FC Twente               | 1-1 (0-0) | Roda JC                 | Opstelling FC Twente | Opstelling Roda JC |  |
| Stadion: Grolsch Veste, Enschede Toeschouwers: 23.800 Scheidsrechter: Ed Janssen | 86' Theo Janssen(p) 1-1 |           | 77' Boldizsár Bodor 0-1 | Michajlov, Rosales(95'), Wisgerhof, Bengtsson, Buysse, Landzaat (Bajrami 78'), Brama, Janssen, Ruiz, Janko (John 78'), Chadli | Prus(83'), De Fauw, Wielaert, Kah, Hempte, Delorge (Svärd 91'), Vormer, Janssen, Hadouir (Bodor 61'), Skoubo, Junker (van Eijk 85') |  |
| Stadion: Grolsch Veste, Enschede Toeschouwers: 23.800 Scheidsrechter: Ed Janssen |                         |           |                         | Michajlov, Rosales(95'), Wisgerhof, Bengtsson, Buysse, Landzaat (Bajrami 78'), Brama, Janssen, Ruiz, Janko (John 78'), Chadli | Prus(83'), De Fauw, Wielaert, Kah, Hempte, Delorge (Svärd 91'), Vormer, Janssen, Hadouir (Bodor 61'), Skoubo, Junker (van Eijk 85') |  |
| Stadion: Grolsch Veste, Enschede Toeschouwers: 23.800 Scheidsrechter: Ed Janssen |                         |           |                         | Michajlov, Rosales(95'), Wisgerhof, Bengtsson, Buysse, Landzaat (Bajrami 78'), Brama, Janssen, Ruiz, Janko (John 78'), Chadli | Prus(83'), De Fauw, Wielaert, Kah, Hempte, Delorge (Svärd 91'), Vormer, Janssen, Hadouir (Bodor 61'), Skoubo, Junker (van Eijk 85') |  |
|                                                                                  |                         |           |                         | | |  |

| 16 april 2011, 19u45                                                                         | Roda JC                                                                                                 | 5-2 (3-0) | VVV-Venlo                                       | Opstelling Roda JC | Opstelling VVV-Venlo |  |
| Stadion: Parkstad Limburg Stadion, Kerkrade Toeschouwers: 16.300 Scheidsrechter: Pieter Vink | 5' Robbie Wielaert 1-0 15' Mads Junker 2-0 30' Mads Junker 3-0 56' Mads Junker 4-0 60' Pa-Modou Kah 5-0 |           | 84' Michael Timisela 5-1 86' Michael Uchebo 5-2 | van Eijk, De Fauw, Wielaert, Kah, Hempte, Delorge, Vormer, Janssen, Hadouir (Sutchuin Djoum 80'), Junker, Skoubo (Pluim 61') | Gentenaar, de Regt, Yoshida, El-Akchaoui, Timisela, Cullen (Verbeek 84'), Leemans (Linssen 61'), Kruijsen, Fleuren, Musa (Chula 76'), Uchebo |  |
| Stadion: Parkstad Limburg Stadion, Kerkrade Toeschouwers: 16.300 Scheidsrechter: Pieter Vink | |           |                                                 | van Eijk, De Fauw, Wielaert, Kah, Hempte, Delorge, Vormer, Janssen, Hadouir (Sutchuin Djoum 80'), Junker, Skoubo (Pluim 61') | Gentenaar, de Regt, Yoshida, El-Akchaoui, Timisela, Cullen (Verbeek 84'), Leemans (Linssen 61'), Kruijsen, Fleuren, Musa (Chula 76'), Uchebo |  |
| Stadion: Parkstad Limburg Stadion, Kerkrade Toeschouwers: 16.300 Scheidsrechter: Pieter Vink | |           |                                                 | van Eijk, De Fauw, Wielaert, Kah, Hempte, Delorge, Vormer, Janssen, Hadouir (Sutchuin Djoum 80'), Junker, Skoubo (Pluim 61') | Gentenaar, de Regt, Yoshida, El-Akchaoui, Timisela, Cullen (Verbeek 84'), Leemans (Linssen 61'), Kruijsen, Fleuren, Musa (Chula 76'), Uchebo |  |
|                                                                                              | |           |                                                 | | |  |

| 23 april 2011, 19u45                                                                             | Roda JC | 5-1 (3-1) | NAC Breda             | Opstelling Roda JC | Opstelling NAC Breda |  |
| Stadion: Parkstad Limburg Stadion, Kerkrade Toeschouwers: 14.836 Scheidsrechter: Christof Virant | 14' Jimmy Hempte 1-0 17' Morten Skoubo 2-0 27' Mads Junker 3-0 54' Mads Junker(p) 4-1 65' Anouar Hadouir 5-1 |           | 43' Joonas Kolkka 3-1 | Mateusz Prus, De Fauw (Addo 66'), Kah, Wielaert, Hempte, Delorge (Bodor 80'), Vormer, Janssen, Hadouir, Skoubo (Pluim 73'), Junker | ten Rouwelaar, Fehér, Penders, Horváth (Koenders 69'), Schilder, Boussaboun, Gilissen, Gudelj (Janse 89'), Kolkka, Amoah, Lurling |  |
| Stadion: Parkstad Limburg Stadion, Kerkrade Toeschouwers: 14.836 Scheidsrechter: Christof Virant | |           |                       | Mateusz Prus, De Fauw (Addo 66'), Kah, Wielaert, Hempte, Delorge (Bodor 80'), Vormer, Janssen, Hadouir, Skoubo (Pluim 73'), Junker | ten Rouwelaar, Fehér, Penders, Horváth (Koenders 69'), Schilder, Boussaboun, Gilissen, Gudelj (Janse 89'), Kolkka, Amoah, Lurling |  |
| Stadion: Parkstad Limburg Stadion, Kerkrade Toeschouwers: 14.836 Scheidsrechter: Christof Virant | |           |                       | Mateusz Prus, De Fauw (Addo 66'), Kah, Wielaert, Hempte, Delorge (Bodor 80'), Vormer, Janssen, Hadouir, Skoubo (Pluim 73'), Junker | ten Rouwelaar, Fehér, Penders, Horváth (Koenders 69'), Schilder, Boussaboun, Gilissen, Gudelj (Janse 89'), Kolkka, Amoah, Lurling |  |
|                                                                                                  | |           |                       | | |  |

### Mei
| 1 mei 2011, 14u30                                                                     | NEC | 5-0 (2-0) | Roda JC | Opstelling NEC | Opstelling Roda JC |  |
| Stadion: Goffertstadion, Nijmegen Toeschouwers: 12.500 Scheidsrechter: Tom van Sichem | 19' Björn Vleminckx 1-0 29' Rémy Amieux 2-0 55' Björn Vleminckx 3-0 70' Björn Vleminckx 4-0 93' Björn Vleminckx 5-0 |           |         | Cillessen, Otten, Nuytinck (van Eijden 27'), Zomer, Amieux, Zimling, Schöne, Davids (Sibum 86'), George (Chatelle 85'), Vleminckx, Goossens | Prus, De Fauw, Kah, Wielaert, Hempte, Delorge (Sutchuin Djoum 82'), Vormer, Hadouir, Janssen (Bodor 74'), Skoubo (Pluim 86'), Junker |  |
| Stadion: Goffertstadion, Nijmegen Toeschouwers: 12.500 Scheidsrechter: Tom van Sichem | |           |         | Cillessen, Otten, Nuytinck (van Eijden 27'), Zomer, Amieux, Zimling, Schöne, Davids (Sibum 86'), George (Chatelle 85'), Vleminckx, Goossens | Prus, De Fauw, Kah, Wielaert, Hempte, Delorge (Sutchuin Djoum 82'), Vormer, Hadouir, Janssen (Bodor 74'), Skoubo (Pluim 86'), Junker |  |
| Stadion: Goffertstadion, Nijmegen Toeschouwers: 12.500 Scheidsrechter: Tom van Sichem | |           |         | Cillessen, Otten, Nuytinck (van Eijden 27'), Zomer, Amieux, Zimling, Schöne, Davids (Sibum 86'), George (Chatelle 85'), Vleminckx, Goossens | Prus, De Fauw, Kah, Wielaert, Hempte, Delorge (Sutchuin Djoum 82'), Vormer, Hadouir, Janssen (Bodor 74'), Skoubo (Pluim 86'), Junker |  |
|                                                                                       | |           |         | | |  |

| 15 mei 2011, 14u30                                                                                | Roda JC | 0-0 (0-0) | SC Heerenveen | Opstelling Roda JC | Opstelling SC Heerenveen |  |
| Stadion: Parkstad Limburg Stadion, Kerkrade Toeschouwers: 15.470 Scheidsrechter: Richard Liesveld |         |           |               | Prus, De Fauw, Addo, Kah, Hempte, Delorge (Sutchuin Djoum 86'), Svärd, Janssen, Hadouir (Pluim 81'), Junker (Bodor 64'), Skoubo | Vandenbussche, Gouweleeuw, Djuric, Haglund (Kainz 77'), Janmaat, Elm, Assaidi, Grindheim, Narsingh (Đuričić 90'), Dost, Beerens (Martinus 72') |  |
| Stadion: Parkstad Limburg Stadion, Kerkrade Toeschouwers: 15.470 Scheidsrechter: Richard Liesveld |         |           |               | Prus, De Fauw, Addo, Kah, Hempte, Delorge (Sutchuin Djoum 86'), Svärd, Janssen, Hadouir (Pluim 81'), Junker (Bodor 64'), Skoubo | Vandenbussche, Gouweleeuw, Djuric, Haglund (Kainz 77'), Janmaat, Elm, Assaidi, Grindheim, Narsingh (Đuričić 90'), Dost, Beerens (Martinus 72') |  |
| Stadion: Parkstad Limburg Stadion, Kerkrade Toeschouwers: 15.470 Scheidsrechter: Richard Liesveld |         |           |               | Prus, De Fauw, Addo, Kah, Hempte, Delorge (Sutchuin Djoum 86'), Svärd, Janssen, Hadouir (Pluim 81'), Junker (Bodor 64'), Skoubo | Vandenbussche, Gouweleeuw, Djuric, Haglund (Kainz 77'), Janmaat, Elm, Assaidi, Grindheim, Narsingh (Đuričić 90'), Dost, Beerens (Martinus 72') |  |
|                                                                                                   |         |           |               | | |  |

ADO Den Haag ·
Ajax ·
AZ ·
De Graafschap ·
Excelsior ·
Feyenoord ·
FC Groningen ·
sc Heerenveen ·
Heracles Almelo ·
NAC Breda ·
N.E.C. ·
PSV ·
Roda JC Kerkrade ·
FC Twente ·
FC Utrecht ·
Vitesse ·
VVV-Venlo ·
Willem II